# Kelly Marie
Kelly Marie (właśc. Jacqueline McKinnon, ur. 16 października 1957 w Paisley) – szkocka piosenkarka disco.
Znana z takich utworów jak: „Who’s That Lady With My Man”, „Make Love To Me”, a szczególnie z „Feels Like I’m In Love”, który osiągnął wysokie pozycje w wielu krajowych listach przebojów m.in. 1. pozycję w Wielkiej Brytanii, 2. w Belgii, 3. w Irlandii oraz 4. w Holandii.